# Agustín Abad
Pour les articles homonymes, voir Abad.
Agustín Abad, né le 14 janvier 1714 à La Almolda et mort le 15 avril 1791 à Ferrare, est un jésuite espagnol.

## Biographie
Entré dans la Province d'Aragon en 1729, il fait la profession des quatre vœux en 1747. Il enseigne la rhétorique au collège de Huesca, puis la philosophie et la théologie au Séminaire des Nobles de Calatayud, dont il est le premier recteur. Il est également nommé qualificateur du Saint Office et de l'Inquisition suprême d'Espagne, et examinateur synodal de différents diocèses. Il est recteur du Collège de Montesión de Palma lorsqu'est promulgué l'édit d'expulsion des jésuites. Il laisse de très nombreux cours manuscrits.